# سية رود
سية رود (بالفارسية: سیه‌رود) هي مدينة تقع في إيران في Siah Rud District. يقدر عدد سكانها بـ 1,354 نسمة .